# 国上山
国上山（くがみやま）は、新潟県燕市に位置する山である。標高は312.8m。

## 概要

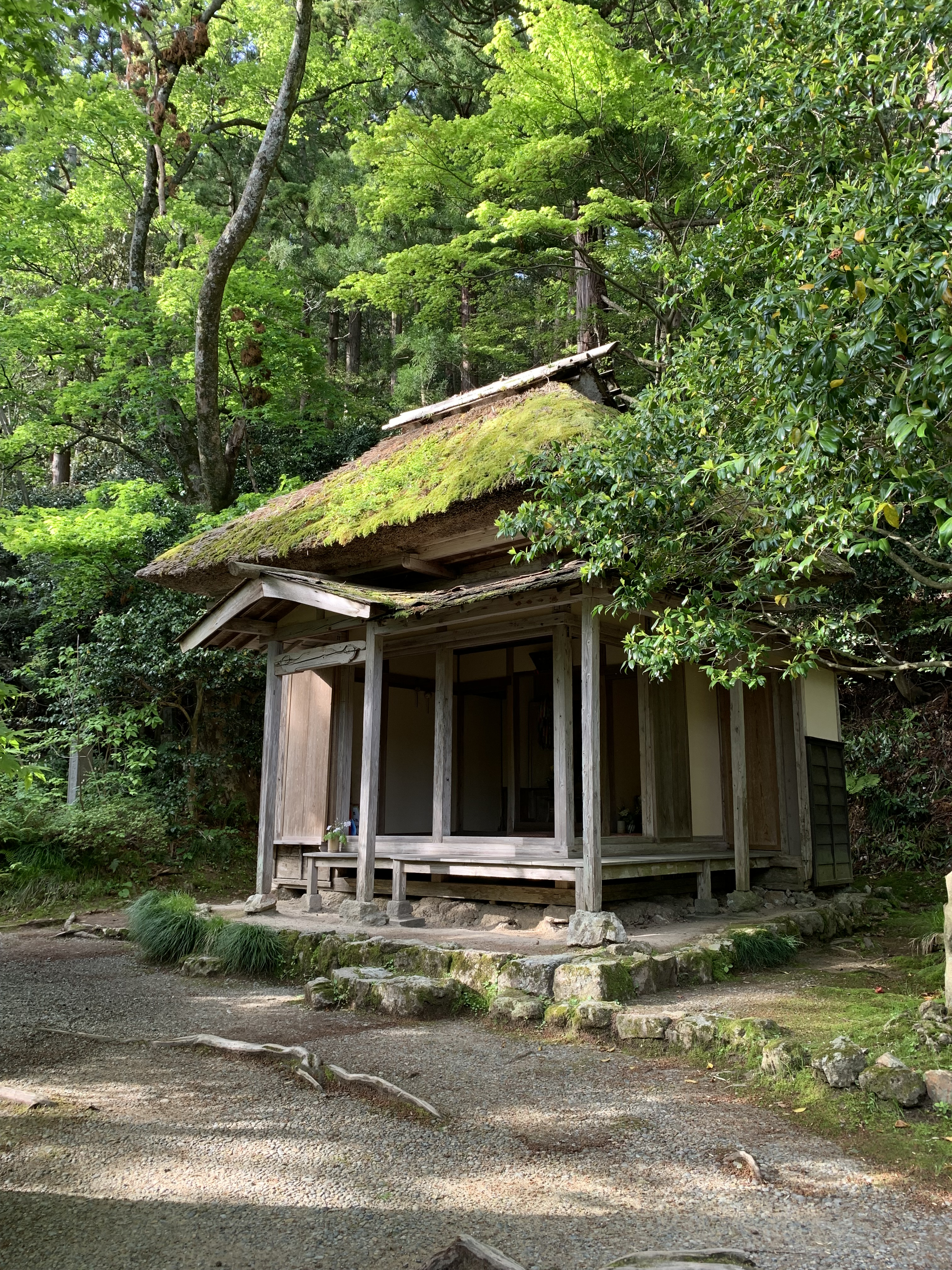
五合庵

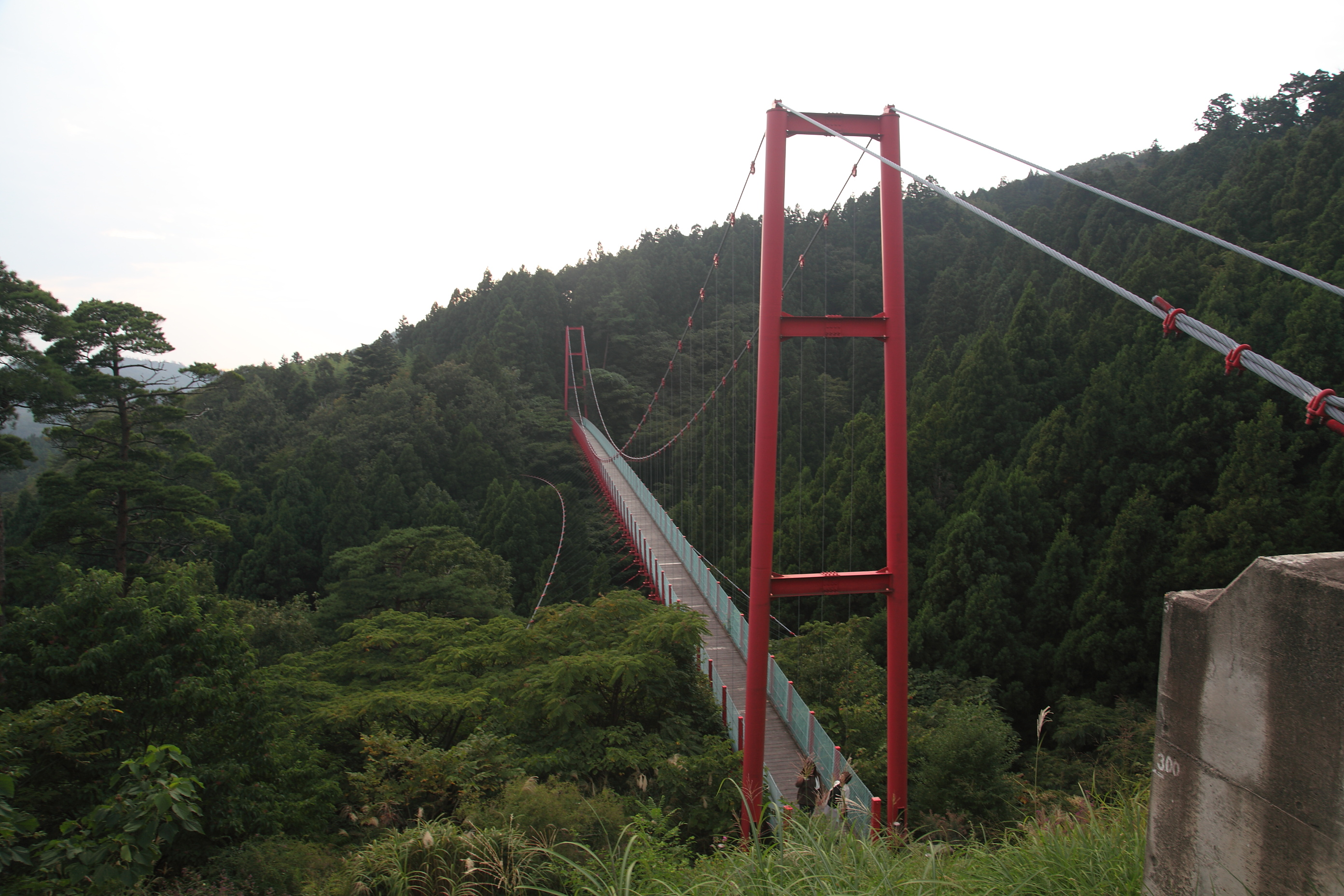
千眼堂吊橋

角田山や弥彦山から連なる、俗に弥彦山脈と呼ばれる山並みの南端に位置する。江戸時代後期に良寛が住んでいたことで有名な山である。山頂から約1キロ弱南の中腹に国上寺があり、その手前に良寛が居住地とした五合庵、乙子神社もある。新潟県道2号新潟寺泊線から新潟県道405号国上公園線が中腹まで通じており、車で国上寺、五合庵、乙子神社を見ることができる。
中部北陸自然歩道「良寛てまりのみち」の遊歩道が整備されており、越後平野を一望できる朝日山展望台や、千眼堂吊橋などが沿道にある。
なお、山の南側は1922年(大正11年)に大河津分水路が日本海に注ぐまでは、300m前後の山が柏崎市方面までつながっていたが、これらの山は弥彦山脈とは呼ばれない。これは大河津分水路完成後も同じである。大河津分水路より南の山々は西山丘陵と呼ばれており、さらに西山丘陵から先は東頸城丘陵へとつながっている。

## 周辺
観光地でもある弥彦温泉や海水浴場の多い越後七浦シーサイドライン、魚のアメ横として有名な寺泊港などが周辺に位置する。
周辺の山
- 弥彦山
- 角田山